# Плютей Томсона
Плютей Томсона (Pluteus thomsonii) — гриб рода Плютей. В системе рода Плютей С. П. Вассера этот вид относится к секции Celluloderma подрода Hispidocelluloderma, в системе Э. Веллинги к подсекции Mixtini секции Celluloderma. Не имеет пищевого значения.
Синонимы
- Agaricus thomsonii Berk. & Broome, 1876 basionym
- Entoloma thomsonii (Berk. & Broome) Sacc., 1887
- Pluteus cinereus Quél., 1884
- Pluteus cinereus f. evenosus Kühner, 1956
- Pluteus thomsonii f. evenosus (Kühner) Wuilb., 1986
- Pluteus cinereus var. venosus Vacek, 1948

Омонимы
- Pluteus thomsonii sensu Singer, 1956 — синоним для Pluteus cinereofuscus J.E. Lange, 1917 — Плютей серо-бурый[3].

## Описание
Шляпка диаметром 1—3 сантиметра, тонкомясистая, от полуокруглой до выпуклой и распростёртой формы, может быть с вдавленным центром и низким бугорком. Поверхность гладкая, блестящая, к краю рубчатая, в центре ребристо-сетчатая, тёмно-коричневого или табачно-коричневого цвета, по краю светлее — до сероватого.
Пластинки свободные, частые, широкие, белые или розовые с белым краем, с возрастом принимают коричневатый оттенок.
Ножка 2—8×0,1—0,4 см, цилиндрическая, к основанию расширяется, плотная. Поверхность гладкая, блестящая, сероватая или желтоватая, внизу волокнистая, беловатая, в верхней части бело-отрубистая.
Мякоть сероватая или с желтоватым оттенком, на срезе не изменяется, со слабым грибным или мучным запахом, без вкуса.
Остатки покрывал отсутствуют, споровый порошок розовый.
Споры гладкие, от яйцевидных до почти округлых, 6,5—8,5×5—6,5 мкм.
Гифы с пряжками, тонкостенные. Кожица шляпки состоит из двух типов клеток — удлинённых веретеновидных или булавовидных размерами 50—100×10—40 мкм и округлых диаметром 10—40 мкм. Клетки бесцветные или содержат коричневый пигмент.
Базидии четырёхспоровые, размерами 20—40×6—10 мкм, тонкостенные, булавовидные, бесцветные.
Хейлоцистиды размерами 25—60×10—18 мкм, веретеновидные или булавовидные, со шпилевидным отростком, тонкостенные, бесцветные, многочисленные. Плевроцистиды 50—70×8—40 мкм, веретеновидные или булавовидные, тонкостенные, иногда содержат коричневатый пигмент, редкие.

## Сходные виды
- Плютей карликовый (Pluteus nanus) отличается бархатистой шляпкой, покрытой сажисто-мучнистым налётом.
- Плютей мелкошляпочный (Pluteus podospileus) имеет бархатистую шляпку без сетчатого рельефа.

Оба вида отличаются также по микроскопическим признакам. Близким видом указывают также Pluteus griseopus, который многие исследователи считают синонимом плютея карликового.

## Экология и распространение
Сапротроф на пнях, остатках древесины лиственных деревьев, или на почве в лиственных и смешанных лесах. Основным субстратом для плютея Томсона указывают древесину бука и ясеня, реже он поселяется на дубе, лещине, берёзе, боярышнике, клёне, тополе.
Известен в Европе от Британских островов до России (кроме Пиренейского полуострова, Балкан, Скандинавии, Прибалтики), в Азии — на Шри-Ланке и в Приморском крае России, в Северной Америке. В Европейской части России найден в Пензенской, Ростовской и Самарской областях. Встречается очень редко.
Сезон: июнь — ноябрь.